# Filip Stojković
Filip Stojković (Ćuprija, 22 de enero de 1993) es un futbolista serbio-montenegrino que juega de defensa en el Buriram United F. C. de la Liga de Tailandia.

## Selección nacional
Fue internacional con la selección de fútbol de Serbia sub-17, sub-19 y sub-21, antes de ser seleccionado con la selección de fútbol de Montenegro absoluta en 2016.

## Clubes
| Club                           | País      | Año       |
| ------------------------------ | --------- | --------- |
| Estrella Roja de Belgrado      | Serbia    | 2009-2013 |
| Sopot (cedido)                 | Serbia    | 2009-2011 |
| F. K. Banat Zrenjanin (cedido) | Serbia    | 2012      |
| F. K. Čukarički (cedido)       | Serbia    | 2013      |
| F. K. Čukarički                | Serbia    | 2013-2016 |
| TSV 1860 Munich                | Alemania  | 2016-2017 |
| Estrella Roja de Belgrado      | Serbia    | 2017-2019 |
| S. K. Rapid Viena              | Austria   | 2019-2022 |
| LASK Linz                      | Austria   | 2022-2025 |
| Buriram United F. C.           | Tailandia | 2025-     |

## Palmarés

### Títulos nacionales
| Título              | Club                      | País   | Año  |
| ------------------- | ------------------------- | ------ | ---- |
| Copa de Serbia      | Estrella Roja de Belgrado | Serbia | 2012 |
| Copa de Serbia      | F. K. Čukarički           | Serbia | 2015 |
| Superliga de Serbia | Estrella Roja de Belgrado | Serbia | 2018 |
| Superliga de Serbia | Estrella Roja de Belgrado | Serbia | 2019 |